# Indiana Jones’ Greatest Adventures
Indiana Jones’ Greatest Adventures (deutsch: Indiana Jones’ größte Abenteuer) ist ein 1994 für das Super Nintendo Entertainment System veröffentlichtes Jump-’n’-Run-Spiel, das auf der Indiana-Jones-Trilogie basiert. Entwickelt wurde es von Factor 5, vertrieben von JVC Musical Industries. Die Geschichte der Filme wird in Zwischensequenzen durch Standbilder aus dem Film und größtenteils originalgetreuen Zitaten erzählt. Das Spiel kam zeitgleich mit Super Star Wars: Return of the Jedi (ebenfalls von JVC und LucasArts entwickelt) auf den Markt. Eine Version für den Sega Mega Drive wurde von Factor 5 1995 fertiggestellt und an die Fachpresse verteilt, jedoch nie veröffentlicht.

## Spielprinzip
Der Hauptaspekt des Spiels liegt auf Action und Geschicklichkeit. Dabei muss der Spieler Indy durch verschiedene Level steuern, die Ortschaften und Ereignissen aus den Filmen entsprechen. Dabei ist Indys primäre Waffe seine Peitsche, außerdem kann er sich durch Faustschläge verteidigen. Ferner kann er eine Rolle ausführen, mit der er durchaus auch in der Lage ist, seine Feinde zu verletzen. Gelegentlich findet Indy eine Pistole mit unendlicher Munition, außerdem stehen ihm Granaten in begrenzter Menge zur Verfügung, die, wenn er sie wirft, alle Gegner, die gerade im Bildschirm sichtbar sind, sofort töten. Die Peitsche kann zudem dazu verwendet werden, um sich über Gruben zu schwingen, die Indy ansonsten nicht überqueren könnte. In speziellen Leveln ist der Spieler mitunter gezwungen, mehr oder weniger unübliche Fahrzeuge in ein bestimmtes Ziel zu führen: Mit einem Flugzeug muss er einige feindliche Jagdbomber abschießen, mit einer Lore eine abenteuerliche Minenfahrt überleben und in einem Gummiboot eine mörderische Bergabfahrt überstehen.

## Konzeption
Indiana Jones’ Greatest Adventures nutzt dieselbe Engine wie die Super-Star-Wars-Spiele und ist in 28 einzelne Level aufgeteilt. Die meisten sind dabei klassische Side-scrolling-Level, bei denen man von links nach rechts läuft, einige wenige, in denen man Fahrzeuge steuert, laufen im Modus 7 ab.
Obwohl alle Filme im Spiel enthalten sind, ist nur Jäger des verlorenen Schatzes zu Beginn spielbar. Um Der Tempel des Todes und Der letzte Kreuzzug spielen zu können, muss man das Spiel von Anfang an durchspielen oder ein Passwort benutzen. Das Passwortsystem basiert auf vier einfachen Buchstaben, die dem griechischen Alphabet nachempfunden sind.

## Rezeption
Es handele sich um eine thematisch korrekte Aufarbeitung der Kinofilmtrilogie. Bekannte Szenen seien vielfach geschickt in spielerisch ansprechende Levels umgesetzt worden. Die Zwischenbilder seien fast schon fotorealistisch, die Hintergründe farbenfroh. Die Animationen bleiben teilweise eher holprig, da der Speicherplatz auf den Konsolen begrenzt sei. Spielerisch sei es zu nah an den Star-Wars-Spielen und wirke daher ideenlos.